# Jon Secada-diszkográfia
Ez a szócikk a kubai Jon Secada diszkográfiája, mely 16 db stúdióalbumot tartalmaz a spanyol kiadásokkal együtt, valamint 5 válogatás lemezt, és 37 db kislemezt tartalmaz.

## Stúdióalbumok
| Jon Secada / Otro Día Más Sin Verte                                  | - Megjelent: 1992 - Label: SBK Records - Formátum: CD, LP, MC | 15  | 8  | 5  | 43 | 1  | 39 | 7  | 20  |
| Heart, Soul & a Voice / Si Te Vas                                    | - Megjelent: 1994 - Label: SBK Records - Formátum: CD, LP, MC | 21  | 5  | 26 | 71 | 46 | 46 | 21 | 19  |
| Amor                                                                 | - Megjelent: 1995 - Label: SBK Records - Formátum: CD, MC     | —   | 6  | —  | —  | —  | —  | —  | —   |
| Secada                                                               | - Megjelent: 1997 - Label: SBK Records - Formátum: CD, MC     | 40  | 35 | 34 | —  | —  | —  | 44 | 179 |
| Better Part of Me                                                    | - Megjelent: 2000 - Label: Epic/550 Music - Formátum: CD, MC  | 173 | —  | —  | —  | 48 | —  | 66 | —   |
| The Gift                                                             | - Megjelent: 2001 - Label: Epic - Formátum: CD                | —   | —  | —  | —  | —  | —  | —  | —   |
| Amanecer                                                             | - Megjelent: 2002 - Label: Epic/Sony Discos - Formátum: CD    | —   | —  | —  | —  | 48 | —  | —  | —   |
| Same Dream                                                           | - Megjelent: 2005 - Label: Big3 Records - Formátum: CD        | —   | —  | —  | —  | —  | —  | —  | —   |
| A Christmas Fiesta / Una Fiesta Navidena                             | - Megjelent: 2007 - Label: Big3 Records - Formátum: CD        | —   | —  | —  | —  | —  | —  | —  | —   |
| Expressions                                                          | - Megjelent: 2009 - Label: Secada Productions - Formátum: CD  | —   | —  | —  | —  | —  | —  | —  | —   |
| Classics /'Clasicos                                                  | - Megjelent: 2010 - Label: Big3 Records - Formátum: CD        | —   | —  | —  | —  | —  | —  | —  | —   |
| Otra Vez                                                             | - Megjelent: 2011 - Label: YME Entertainment - Formátum: CD   | —   | —  | —  | —  | —  | —  | —  | —   |
| "—" nem volt slágerlistás helyezés, vagy nem jelent meg az országban |                                                               |     |    |    |    |    |    |    |     |

## Válogatás albumok
| Greatest Hits                                                        | - Megjelent: 1999 - Label: Virgin Records - Formátum: CD | — | — | — | — | — | — | — | — |
| Grandes Éxitos                                                       | - Megjelent: 1999 - Label: EMI Latin - Formátum: CD      | — | — | — | — | — | — | — | — |
| Latin Classic                                                        | - Megjelent: 2002 - Label: EMI Latin - Formátum: CD      | — | — | — | — | — | — | — | — |
| 30 Éxitos Insuperables                                               | - Megjelent: 2003 - Label: EMI Latin - Formátum: CD      | — | — | — | — | — | — | — | — |
| Collected                                                            | - Megjelent: 2008 - Label: EMI Latin - Formátum: CD      | — | — | — | — | — | — | — | — |
| "—" nem volt slágerlistás helyezés, vagy nem jelent meg az országban |                                                          |   |   |   |   |   |   |   |   |

## Kislemezek
| Év   | Cím                                                                      | Slágerlistás helyezés | Slágerlistás helyezés | Slágerlistás helyezés | Slágerlistás helyezés | Slágerlistás helyezés | Slágerlistás helyezés | Slágerlistás helyezés | Slágerlistás helyezés | Slágerlistás helyezés | Slágerlistás helyezés | Album                                |
| Év   | Cím                                                                      | US                    | US A.C.               | US Latin              | CAN                   | GER                   | NLD                   | SPA                   | SWE                   | SWI                   | UK                    | Album                                |
| ---- | ------------------------------------------------------------------------ | --------------------- | --------------------- | --------------------- | --------------------- | --------------------- | --------------------- | --------------------- | --------------------- | --------------------- | --------------------- | ------------------------------------ |
| 1984 | "Wishes"                                                                 | -                     | -                     | -                     | -                     | -                     | -                     | -                     | -                     | -                     | -                     | csak kislemezen                      |
| 1986 | "Love with a Smile"                                                      | -                     | -                     | -                     | -                     | -                     | -                     | -                     | -                     | -                     | -                     | csak kislemezen                      |
| 1989 | "Dias Como Hoy"                                                          | -                     | -                     | -                     | -                     | -                     | -                     | -                     | -                     | -                     | -                     | csak kislemezen                      |
| 1992 | "Just Another Day / Otro Día Más Sin Verte"                              | 5                     | 2                     | 1                     | 2                     | 3                     | 2                     | -                     | 1                     | 2                     | 5                     | Jon Secada / Otro Día Más Sin Verte  |
| 1992 | "Do You Believe in Us / Cree En Nuestro Amor"                            | 13                    | 3                     | 1                     | 3                     | 19                    | -                     | -                     | 34                    | -                     | 30                    | Jon Secada / Otro Día Más Sin Verte  |
| 1992 | "Angel"                                                                  | 18                    | 3                     | 1                     | 4                     | 72                    | 35                    | -                     | -                     | -                     | 23                    | Jon Secada / Otro Día Más Sin Verte  |
| 1993 | "Do You Really Want Me?"                                                 | -                     | -                     | -                     | -                     | -                     | -                     | -                     | -                     | -                     | 30                    | Jon Secada                           |
| 1993 | "I'm Free / Sentir"                                                      | 27                    | 4                     | 1                     | 3                     | -                     | -                     | -                     | -                     | -                     | 50                    | Jon Secada / Otro Día Más Sin Verte  |
| 1993 | "One of a Kind"                                                          | -                     | -                     | -                     | -                     | 60                    | -                     | -                     | -                     | -                     | -                     | Jon Secada                           |
| 1993 | "Tiempo al Tiempo"                                                       | -                     | -                     | 9                     | -                     | -                     | -                     | -                     | -                     | -                     | -                     | Otro Día Más Sin Verte               |
| 1994 | "If You Go / Si Te Vas"                                                  | 10                    | 2                     | 1                     | 3                     | 41                    | 39                    | -                     | -                     | -                     | 39                    | Heart, Soul, and a Voice / Si Te Vas |
| 1994 | "Whipped"                                                                | 65                    | 34                    | -                     | 20                    | -                     | -                     | -                     | -                     | -                     | 99                    | Heart, Soul, and a Voice             |
| 1994 | "Mental Picture / Solo tu Imagen"                                        | 29                    | 10                    | 13                    | 16                    | -                     | -                     | -                     | -                     | -                     | 44                    | Heart, Soul, and a Voice / Si Te Vas |
| 1994 | "Ciego De Amor"                                                          | -                     | -                     | -                     | -                     | -                     | -                     | -                     | -                     | -                     | -                     | Si Te Vas                            |
| 1995 | "Where Do I Go from You"                                                 | 112                   | 36                    | -                     | 43                    | -                     | -                     | -                     | -                     | -                     | -                     | Heart, Soul, and a Voice             |
| 1995 | "If I Never Knew You" (feat. Shanice)                                    | 108                   | -                     | -                     | -                     | -                     | -                     | -                     | -                     | -                     | 51                    | Pocahontas (Soundtrack)              |
| 1995 | "If I Never Knew You / Se Eu Não Te Encontrasse" (feat. Daniela Mercury) | -                     | -                     | -                     | -                     | -                     | -                     | -                     | -                     | -                     | -                     | Pocahontas (Soundtrack)              |
| 1995 | "Es Por Ti"                                                              | -                     | -                     | 5                     | -                     | -                     | -                     | -                     | -                     | -                     | -                     | Amor                                 |
| 1996 | "Alma con Alma"                                                          | -                     | -                     | -                     | -                     | -                     | -                     | -                     | -                     | -                     | -                     | Amor                                 |
| 1996 | "Un Mundo Nuevo"                                                         | -                     | -                     | -                     | -                     | -                     | -                     | -                     | -                     | -                     | -                     | Voces Unidas (Various Artists)       |
| 1997 | "Too Late Too Soon / Amándolo"                                           | 41                    | 8                     | 10                    | 56                    | 61                    | 95                    | -                     | -                     | -                     | 43                    | Secada                               |
| 1997 | "I Will Always Remember"                                                 | -                     | -                     | -                     | -                     | -                     | -                     | -                     | -                     | -                     | -                     | csak kislemezen                      |
| 1997 | "Believe"                                                                | -                     | -                     | -                     | -                     | -                     | -                     | -                     | -                     | -                     | -                     | Secada                               |
| 1997 | "La Magia de tu Amor"                                                    | -                     | -                     | 25                    | -                     | -                     | -                     | -                     | -                     | -                     | -                     | Secada                               |
| 2000 | "Stop / Así"                                                             | -                     | 23                    | 32                    | -                     | 74                    | 91                    | 3                     | -                     | 66                    | -                     | Better Part of Me                    |
| 2000 | "Papi"                                                                   | -                     | -                     | -                     | -                     | -                     | -                     | -                     | -                     | -                     | -                     | Better Part of Me                    |
| 2000 | "Break the Walls"                                                        | -                     | -                     | -                     | -                     | -                     | -                     | -                     | -                     | -                     | -                     | Better Part of Me                    |
| 2000 | "Dentro de Ti"                                                           | -                     | -                     | -                     | -                     | -                     | -                     | -                     | -                     | -                     | -                     | Better Part of Me                    |
| 2000 | "There's No Sunshine Anymore"                                            | -                     | -                     | -                     | -                     | -                     | -                     | -                     | -                     | -                     | -                     | Better Part of Me                    |
| 2002 | "Si No Fuera Por Ti"                                                     | -                     | -                     | 3                     | -                     | -                     | -                     | -                     | -                     | -                     | -                     | Amanecer                             |
| 2003 | "Por Amor" (feat. Gloria Estefan)                                        | -                     | -                     | 18                    | -                     | -                     | -                     | -                     | -                     | -                     | -                     | Amanecer                             |
| 2005 | "Window to My Heart"                                                     | -                     | 6                     | -                     | -                     | -                     | -                     | -                     | -                     | -                     | -                     | Same Dream                           |
| 2005 | "Feliz Navidad"                                                          | -                     | 3                     | -                     | -                     | -                     | -                     | -                     | -                     | -                     | -                     | A Christmas Fiesta                   |
| 2006 | "Free"                                                                   | -                     | 21                    | -                     | -                     | -                     | -                     | -                     | -                     | -                     | -                     | Same Dream                           |
| 2012 | "I'm Never Too Far Away"                                                 | -                     | 29                    | -                     | -                     | -                     | -                     | -                     | -                     | -                     | -                     | I'm Never Too Far Away               |
| 2014 | "Still I Rise" (feat. Cyndi Lauper)                                      | -                     | -                     | -                     | -                     | -                     | -                     | -                     | -                     | -                     | -                     | csak kislemezen                      |
| 2016 | "Line of Duty"                                                           | -                     | -                     | -                     | -                     | -                     | -                     | -                     | -                     | -                     | -                     | csak kislemezen                      |

### Közreműködő előadóként
| Év   | Cím                                                                                  | Slágerlistás helyezés | Slágerlistás helyezés | Slágerlistás helyezés | Slágerlistás helyezés | Album                          |
| Év   | Cím                                                                                  | U.S. Hot 100          | Hot Latin Tracks      | BRA Hot 100           | BRA Hit Parade        | Album                          |
| ---- | ------------------------------------------------------------------------------------ | --------------------- | --------------------- | --------------------- | --------------------- | ------------------------------ |
| 1996 | "Reach / Puedes Llegar" (with Gloria Estefan, Ricky Martin, Julio Iglesias és mások) | -                     | 2                     | -                     | -                     | Voces Unidas (Various Artists) |
| 2005 | "Center" (with George Acosta)                                                        | -                     | -                     | -                     | -                     | Lost World                     |
| 2009 | "Lost Inside Your Heart" (with Marina Elali)                                         | -                     | -                     | 21                    | 18                    | Viver a Vida                   |

### Videóklippek
| Év   | Video                                                     | Rendező             |
| ---- | --------------------------------------------------------- | ------------------- |
| 1992 | "Just Another Day"/"Otro Dia Mas Sin Verte"               |                     |
| 1992 | "Do You Believe in Us"/"Cree En Nuestro Amor"             | Markus Blunder      |
| 1992 | "Angel"                                                   | Jim Yukich          |
| 1993 | "I'm Free"/"Sentir"                                       | Jim Yukich          |
| 1994 | "If You Go"/"Si Te Vas"                                   | Matthew Rolston     |
| 1994 | "Whipped"                                                 | Wayne Isham         |
| 1994 | "Mental Picture"/"Solo tu Imagen"                         | Zack Snyder         |
| 1995 | "Where Do I Go from You"                                  | Michael Salomon     |
| 1995 | "If I Never Knew You"/"Si No Te Conoceria" (with Shanice) | Marcus Nispel       |
| 1997 | "Too Late Too Soon"/"Amandolo"                            | Emilio Estefan, Jr. |
| 2000 | "Stop"/"Asi"                                              | Pedro Aznar         |
| 2002 | "Si No Fuera Por Ti"                                      |                     |
| 2003 | "Por Amor" (with Gloria Estefan)                          | Pablo Croce         |
| 2009 | "Lost Inside Your Heart" (with Marina Elali)              |                     |
| 2012 | "I'm Never Too Far Away"                                  |                     |